# PGC 57118
LEDA/PGC 57118 ist eine Balken-Spiralgalaxie mit aktivem Galaxienkern vom Hubble-Typ SBbc im Sternbild Herkules am Nordsternhimmel. Sie ist schätzungsweise 503 Millionen Lichtjahre von der Milchstraße entfernt und hat einen Durchmesser von etwa 210.000 Lichtjahren. Die Galaxie bildet wahrscheinlich mit IC 1190 ein gebundenes Galaxienpaar und gilt als Mitglied des Herkules-Galaxienhaufens Abell 2151.
Die Typ-Ia Supernova SN 1996O wurde hier beobachtet.
Im selben Himmelsareal befinden sich u. a. NGC 6053, NGC 6055, IC 1189, PGC 84733.